# 伊格納西奧·拉莫內特

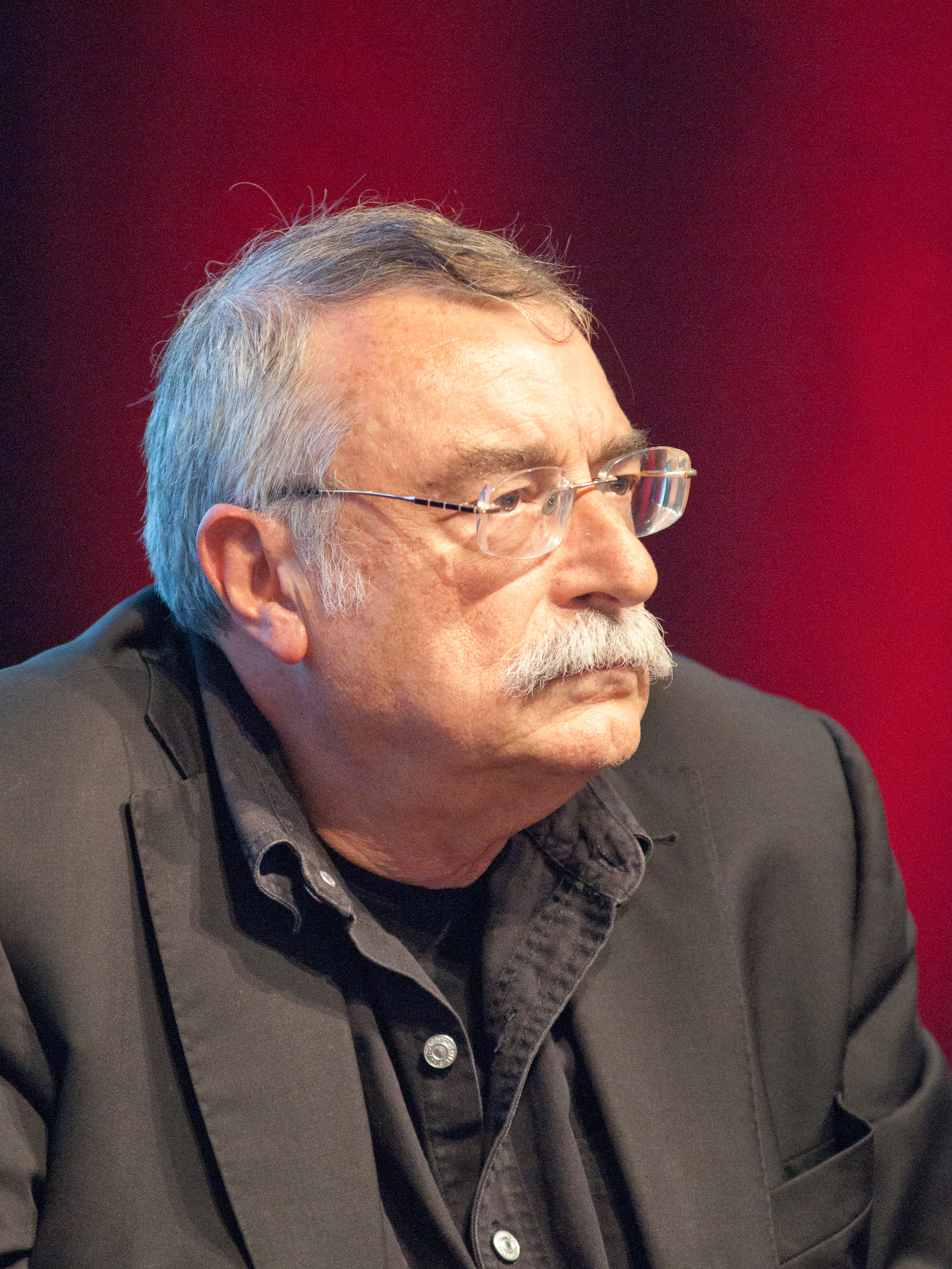
伊格納西奧·拉莫內特

伊格納西奧·拉莫內特·米格斯（西班牙語：Ignacio Ramonet Miguez，1943年5月5日—）是在法國工作的西班牙記者與作家。

## 生平
出生於西班牙的蓬特韋德拉省雷東德拉，拉莫內特曾為《法國世界外交論衡月刊》（Le Monde diplomatique）的總編輯（1991年 - 2008年3月），並且是課徵金融交易稅以協助公民組織（ATTAC）的創辦人、非政府組織「全球媒體觀察」（Media Watch Global）的創始人之一。
拉莫內特現在為全球媒體觀察的董事長，並且與西班牙國家報（El País）、中南美洲的南方電視台（TeleSUR）關係密切；此外也任教於法國社會科學高等學院（École des Hautes Études en Sciences Sociales，EHESS），教授符號學。